# 1000 km Jereza 1987
1000 km Jereza 1987 je bila druga dirka Svetovnega prvenstva športnih dirkalnikov v sezoni 1987. Odvijala se je 29. marca 1987 na dirkališču Circuito Permanente de Jerez.

## Rezultati
| Poz    | Razred | Št  | Moštvo                      | Dirkači                                          | Šasija                             | Gume | Krogi |
| Poz    | Razred | Št  | Moštvo                      | Dirkači                                          | Motor                              | Gume | Krogi |
| ------ | ------ | --- | --------------------------- | ------------------------------------------------ | ---------------------------------- | ---- | ----- |
| 1      | C1     | 4   | Silk Cut Jaguar             | Eddie Cheever Raul Boesel                        | Jaguar XJR-8                       | D    | 211   |
| 1      | C1     | 4   | Silk Cut Jaguar             | Eddie Cheever Raul Boesel                        | Jaguar 7.0L V12                    | D    | 211   |
| 2      | C1     | 10  | Kremer Porsche Racing       | Volker Weidler Kris Nissen                       | Porsche 962C                       | Y    | 208   |
| 2      | C1     | 10  | Kremer Porsche Racing       | Volker Weidler Kris Nissen                       | Porsche Type-935 2.8L Turbo Flat-6 | Y    | 208   |
| 3      | C1     | 17  | Rothmans Porsche            | Hans-Joachim Stuck Derek Bell                    | Porsche 962C                       | D    | 205   |
| 3      | C1     | 17  | Rothmans Porsche            | Hans-Joachim Stuck Derek Bell                    | Porsche Type-935 3.0L Turbo Flat-6 | D    | 205   |
| 4      | C2     | 111 | Spice Engineering           | Gordon Spice Fermín Vélez                        | Spice SE86C                        | A    | 199   |
| 4      | C2     | 111 | Spice Engineering           | Gordon Spice Fermín Vélez                        | Ford Cosworth DFL 3.3L V8          | A    | 199   |
| 5      | C2     | 101 | Ecurie Ecosse               | David Leslie Ray Mallock                         | Ecosse C286                        | A    | 199   |
| 5      | C2     | 101 | Ecurie Ecosse               | David Leslie Ray Mallock                         | Ford Cosworth DFL 3.3L V8          | A    | 199   |
| 6      | C1     | 2   | Brun Motorsport             | Massimo Sigala Gianfranco Brancatelli            | Porsche 962C                       | M    | 188   |
| 6      | C1     | 2   | Brun Motorsport             | Massimo Sigala Gianfranco Brancatelli            | Porsche Type-935 2.8L Turbo Flat-6 | M    | 188   |
| 7      | C1     | 3   | Brun Motorsport             | Jésus Pareja Oscar Larrauri Walter Brun          | Porsche 962C                       | M    | 186   |
| 7      | C1     | 3   | Brun Motorsport             | Jésus Pareja Oscar Larrauri Walter Brun          | Porsche Type-935 2.8L Turbo Flat-6 | M    | 186   |
| 8      | C1     | 11  | Kremer Porsche Racing       | Emilio de Villota Paco Romero                    | Porsche 962C                       | Y    | 162   |
| 8      | C1     | 11  | Kremer Porsche Racing       | Emilio de Villota Paco Romero                    | Porsche Type-935 2.8L Turbo Flat-6 | Y    | 162   |
| 9 NC   | C2     | 198 | Cosmik Roy Baker Racing     | Pasquale Barberio Costas Los                     | Tiga GC286                         | A    | 144   |
| 9 NC   | C2     | 198 | Cosmik Roy Baker Racing     | Pasquale Barberio Costas Los                     | Ford Cosworth DFL 3.3L V8          | A    | 144   |
| 10 DNF | C1     | 18  | Rothmans Porsche            | Jochen Mass Bob Wollek                           | Porsche 962C                       | D    | 161   |
| 10 DNF | C1     | 18  | Rothmans Porsche            | Jochen Mass Bob Wollek                           | Porsche Type-935 3.0L Turbo Flat-6 | D    | 161   |
| 11 DNF | C2     | 114 | Team Tiga Ford Denmark      | Thorkild Thyrring Leif Lindström                 | Tiga GC287                         | A    | 128   |
| 11 DNF | C2     | 114 | Team Tiga Ford Denmark      | Thorkild Thyrring Leif Lindström                 | Ford Cosworth BDT-E 2.1L Turbo I4  | A    | 128   |
| 12 DNF | C2     | 115 | ADA Engineering             | Mike Wilds Ian Harrower                          | Gebhardt JC843                     | A    | 121   |
| 12 DNF | C2     | 115 | ADA Engineering             | Mike Wilds Ian Harrower                          | Ford Cosworth DFL 3.3L V8          | A    | 121   |
| 13 DNF | C2     | 117 | Team Lucky Strike Schanche  | Martin Schanche Will Hoy                         | Argo JM19B                         | A    | 114   |
| 13 DNF | C2     | 117 | Team Lucky Strike Schanche  | Martin Schanche Will Hoy                         | Zakspeed 1.9L Turbo I4             | A    | 114   |
| 14 DNF | C2     | 104 | URD Junior Team             | Rudi Seher Hellmut Mundas Deiter Heinzelmann     | URD C81/2                          | A    | 113   |
| 14 DNF | C2     | 104 | URD Junior Team             | Rudi Seher Hellmut Mundas Deiter Heinzelmann     | BMW M88 3.5L I6                    | A    | 113   |
| 15 DNF | C2     | 116 | Technoracing                | Luigi Taverna Oscar Berselli Jean-Pierre Frey    | Alba AR3                           | A    | 88    |
| 15 DNF | C2     | 116 | Technoracing                | Luigi Taverna Oscar Berselli Jean-Pierre Frey    | Ford Cosworth DFL 3.3L V8          | A    | 88    |
| 16 DNF | C1     | 5   | Silk Cut Jaguar             | Jan Lammers John Watson                          | Jaguar XJR-8                       | D    | 65    |
| 16 DNF | C1     | 5   | Silk Cut Jaguar             | Jan Lammers John Watson                          | Jaguar 7.0L V12                    | D    | 65    |
| 17 DNF | C2     | 178 | Automobiles Louis Descartes | Louis Descartes Gérard Tremblay Dominique Lacaud | ALD C2                             | A    | 32    |
| 17 DNF | C2     | 178 | Automobiles Louis Descartes | Louis Descartes Gérard Tremblay Dominique Lacaud | BMW M88 3.5L I6                    | A    | 32    |
| 18 DNF | C1     | 15  | Britten – Lloyd Racing      | Mauro Baldi Jonathan Palmer                      | Porsche 962C GTi                   | G    | 27    |
| 18 DNF | C1     | 15  | Britten – Lloyd Racing      | Mauro Baldi Jonathan Palmer                      | Porsche Type-935 2.8L Turbo Flat-6 | G    | 27    |
| 19 DNF | C2     | 106 | Kelmar Racing               | Ranieri Randaccio Maurizio Gellini Vito Veninata | Tiga GC85                          | A    | 20    |
| 19 DNF | C2     | 106 | Kelmar Racing               | Ranieri Randaccio Maurizio Gellini Vito Veninata | Ford Cosworth DFL 3.3L V8          | A    | 20    |
| 20 DNF | C1     | 1   | Brun Motorsport             | Walter Brun Frank Jelinski                       | Porsche 962C                       | M    | 5     |
| 20 DNF | C1     | 1   | Brun Motorsport             | Walter Brun Frank Jelinski                       | Porsche Type-935 2.8L Turbo Flat-6 | M    | 5     |
| DNQ    | C2     | 103 | John Bartlett Racing        | Val Musetti Max Cohen-Olivar Kenneth Leim        | Bardon DB1/2                       | A    | -     |
| DNQ    | C2     | 103 | John Bartlett Racing        | Val Musetti Max Cohen-Olivar Kenneth Leim        | Ford Cosworth DFL 3.3L V8          | A    | -     |

## Statistika
- Najboljši štartni položaj - #17 Rothmans Porsche - 1:29.190
- Povprečna hitrost - 147.817 km/h